# Elias Pilgren
Elias Pilgren, född 1680 i Stockholm, död i mars 1749, var en svensk officer och ledamot av Kungliga Vetenskapsakademien.
Elias Pilgren var son till kaptenen Peter Pilgren, vilken en tid var kommendant i Goldingen i Kurland, samt till Catharina Gren från Göteborg. Vid sidan om sina studier vistades Pilgren en period under sin ungdom som page vid det furstliga hovet i Lüneburg, men återvände 1699 till Sverige. Här blev Pilgren militär, och under dåvarande översten Adam Ludwig Lewenhaupts befäl lämnade Pilgrens förband Sverige 1701. Samma år hamnade han i strid för första gången mot ryssar och sachsare under slaget vid Düna. Året därpå stred han under Clas Ekeblad vid Vilnius och var adjutant under slaget vid Kliszów varvid han sårades i högra armen. År 1703 utnämndes Pilgren till löjtnant vid ett nyupprättat dragonregemente (Dückerts dragoner). Med detta förband deltog han bland annat vid intagandet av Lemberg och vid slaget vid Punitz 1704. Under dessa år gjorde löjtnant Pilgren ofta kaptens tjänst och kort efter den svenska härens infall i kurfurstendömet Sachsen 1706 upphöjdes han även formellt i denna grad.
Efter slaget vid Poltava 1709 hörde Pilgren till de svenskar som blev krigsfångar till följd av kapitulationen vid Perevolotjna. Han fördes till fångenskap i Sibirien och frisläpptes först efter tretton år 1722. Vid återkomsten till Sverige upphöjdes han till major vid Östgöta infanteriregemente. Bekymrad över tillståndet i landet författade Pilgren vid denna tid en bok betitlad Det i sitt nederfall lutande Sverige. Den kom inte att publiceras då, men ett längre utdrag ur den finns återgivet i det minnestal Jacob Henrik Mörk höll över Pilgren efter dennes död. Härav framgår att Pilgren i sitt verk pläderade för en återgång till "arbetsamhet och sparsamhet" som "de dygder, i hvilka vi sätte Förfädernas styrka" samt mot "yppigheten", vilken han menade "åstundar alt det, som finnes på främmande stränder, utsuger styrkan ur landet, gör undervigt i handelen". I enlighet med detta ställningstagande pläderade Pilgren också starkt mot vad han såg som ett fördärvlig utländskt inflytande över svenska språket.
Pilgren lämnade 1731 sin dittillsvarande tjänst vid Östgötarna och blev ställd i expektans för en tjänst vid Kungliga livgardet. Någon sådan tjänst kom han dock inte att erhålla och tillerkändes i stället år 1741 ett underhåll av regeringen.
Sedan Kungliga Vetenskapsakademien instiftats 1739 invaldes Pilgren – "bekant för den förfarenhet, hvilken han så länge samlat, och äfven för sin ömhet om det allmänna" – som en av dess tidigaste ledamöter (nummer 23). Som akademiledamot fortsatte Pilgren att engagera sig för det svenska språkets renhet, och lät sammanställa en lista över främmande ord som han ansåg inte borde brukas. Han testamenterade också pengar till akademien.
I mars 1749 anträdde Pilgren en resa från Stockholm till ett gods han inköpt i Östergötland men insjuknade och avled under vägen dit.

## Övrig litteratur
- Erik Wilhelm Dahlgren: Elias Pilgren - en karolin, språkman, bokvän och patriot (Uppsala 1918)